# Thorns of Grief
Thorns of Grief ist eine 2018 gegründete Funeral-Doom-Band.

## Geschichte
Der im polnischen Gdynia lebende Krzysztof „Nebiroth“ Domański gründete Thorns of Grief als Nebenprojekt zu dem Black-Metal-Projekt Mystic Rites. Initial war der Gedanke Musik, die konzeptionell nicht jener der Hauptband entsprach unter einem eigenen Namen zu veröffentlichen. Domański debütierte als Thorns of Grief im Juni 2019 mit dem Album Anthems to My Remains über eine Label-Kooperation von Satanath Records und Dying Sun Records.
Die internationale Rezeption des Albums fiel durchschnittlich bis positiv aus. Chus verwies für das spanische Broken Tomb Magazine darauf, dass ihn das Album „gleichgültig“ zurückgelassen hätte, mutmaßte jedoch zugleich, dass es für jene die an „einer guten Portion extremer Schwere“ interessiert seien das passende Album sei. Slawek Migacz nannte für das Monarch Magazine die Produktion „amateurhaft“, die Musik hingegen sei „dennoch interessant“. Weitere Kritik bemühte Fernando Ferreira für World of Metal, Anthems to My Remains sei von Wert und würde nicht langweilig. Was er als einen „Gewinn an sich“ in Relation zu den Schwierigkeiten weiterer Vertreter des Genres beschrieb. Thorns of Grief müsse nur mehr Enthusiasmus wecken. Filipe Aragão beschrieb es für The Black Planet hingegen als „ein ziemlich gutes Album von überdurchschnittlicher Qualität.“ Mit dem universellen Urteil, dass Funeral Doom als Genre bereits komplex sei und Hörer „hierauf […] echt Bock haben“ müssten, ordnete Helgvar Sven Mánfreðson für das Hellfire-Magazine, das Album ähnlich dem Genre generell zu und beurteilte das Album als typischen Vertreter, mit weniger Monotonie. Ähnlich empfahl OccultBlackMetal das Album für Hatred means War den an dem Genre interessierten Lesern. Rafał Chmura verwies für kvlt.pl ebenfalls auf das Genre, lobte das Album jedoch im Hinblick auf den „Zustand des Genres“, der mit solchen Veröffentlichungen „einfach nicht schlecht sein“ könne. Ähnlich ürteilte Ian Morrissey für Doom-Metal.com mit Verweis auf den gespielten Stil. Anthems to My Remains sei „ein atemberaubend schönes Stück Funeral Doom,“ das in der präsentierten Form allen Genre-vertrauten Bekannt sein müsse, aber eines das er „persönlich nie müde werden [würde] zu hören.“

## Stil
Mit Thorns of Grief spielt Domański laut Ian Morrissey von Doom-Metal.com einen nahezu stereotypen Funeral Doom mit stilistischer Verwandtschaft zu Ornamentos del Miedo und Mistress of the Dead.
Die Musik rekurriere auf den Death- und Funeral Doom der 1990er Jahre und paare „verzerrtes, aber melodisches Riffing“. Der Gesang wird vornehmlich als gutturales Growling präsentiert, „zusammen mit ein paar grimmigen Schreien, die der Aufnahme auch einen Hauch von Black Metal beifügen.“ Das gelegentlich eingesetzte Keyboard vermittele einen tragischen Klang. Kurze schnelle Passagen mit dem Einsatz von Blastbeats sowie dem eines Piano-Instrumentals und einer geflüstert sprechenden Stimme ergänzen die Musik und erhalten etwas Dynamik im Gesamtbild.

## Diskografie
- 2019: Anthems to My Remains (Album, Satanath Records/Dying Sun Records)